# Boule du vignoble Nantais
La boule du Vignoble Nantais est un jeu de boule pratiqué dans le Pays du Vignoble nantais, se situant au sud-est de la Loire-Atlantique, limitrophe avec le Maine-et-Loire à l'est et la Vendée au sud. Il y a deux variantes du jeu de la boule du pays nantais : la Boule du Vignoble Nantais sur terrain incurvé et la boule du Vignoble Nantais sur terrain plat. Ces deux variantes sont inscrites à l’Inventaire du patrimoine culturel immatériel en France.

## La boule du Vignoble Nantais sur terrain incurvé

### Historique
Comme beaucoup de jeux de boules, la boule du Vignoble Nantais se jouait dans les cafés, au lendemain de la Seconde Guerre mondiale, avant d’avoir ses propres terrains, à l’extérieur, facilitant l’entretien de l’aire de jeu et du jeu lui-même. Depuis les années 2000, le jeu s’est codifié et un règlement a été adopté. Les terrains couverts se sont aussi développés, on en compte aujourd’hui une cinquantaine, couverts et destinés au jeu de boules du Vignoble Nantais sur terrain incurvé. 

### Le jeu
Le but est de rapprocher ses boules le plus près possible du « petit », une petite boule lancée auparavant sur le terrain dans une zone précise. Pour cela, le joueur peut s’aider des parties incurvées du terrain. 
Les boules doivent être lancées en roulant, le joueur ne doit en aucun cas les lancer en l’air. D’autres règles précises s’ajoutent à cela, notamment en ce qui concerne la position des boules. Ces dernières sont en bois exotique et mesurent environ 12,5 centimètres de diamètre. Le nombre de boules par joueur varie en fonction du nombre de joueurs par équipe (trois boules pour les jeux en individuel et en doublettes, deux boules pour les triplettes).
L’aire de jeu est un terrain en argile recouvert de sable mesurant 15 mètres de longueur et 2,5 mètres de largeur. Les bords du terrain remontent légèrement, ce qui fait que celui-ci est incurvé. 

## La boule du Vignoble Nantais sur terrain plat

### Historique
La boule du vignoble nantais sur terrain plat se jouait vraisemblablement dès la fin du XIXe siècle. Elle fut très répandue jusque dans les années 1960, puis elle connut un ralentissement mais ne cessa jamais d’être pratiquée. 

### Le jeu
Le but est de rapprocher ses boules le plus près possible du « petit », en ayant la possibilité de s’aider des bords du terrains, ce qui provoque des scènes de jeu semblables au billard. Contrairement au jeu sur terrain incurvé, les boules peuvent ici être lancées, et on peut également les faire rouler. 
Les boules ont un diamètre de 13 centimètres pour un peu plus d’un kilo. Leur matériau en revanche est différent selon les communes, cela va du chêne vert à la résine. 
Si l’on compte 20 terrains de boules sur terrain plat dans le vignoble nantais, ils sont pour la plupart de dimensions différentes. En effet, les mesures du terrain ne sont pas définies dans un règlement mais propres à la décision de chaque association. Ils sont en revanche tous recouverts de sable de Loire. 